# کولونیتسا
کولونیتسا (به صربی: Kolunica) یک منطقهٔ مسکونی در صربستان است که در سوردولیکا واقع شده‌است.